# Leucophora subsponsa
Leucophora subsponsa är en tvåvingeart som beskrevs av Verner Michelsen 1985. Leucophora subsponsa ingår i släktet Leucophora och familjen blomsterflugor. Inga underarter finns listade i Catalogue of Life.